# نچیروان ادریس بارزانی
نچیروان ادریس مصطفی بارزانی معروف به نچیروان بارزانی (به کُردی: نێچیرڤان ئیدریس موسته‌فا بارزانی) سیاستمدار و رئیس اقلیم کردستان عراق و عضو دفتر سیاسی حزب دموکرات کردستان عراق است. وی پیشتر در چند دوره نخست‌وزیر اقلیم کردستان عراق بوده است.

## نام
نچیروان واژه‌ای کردی و به معنی شکارچی است.

## زندگی‌نامه
او زاده ۲۱ سپتامبر ۱۹۶۶ مصادف با ۳۰ شهریور ۱۳۴۵ در روستای بارزان از توابع استان اربیل است و نوه مصطفی بارزانی و داماد و برادرزاده مسعود بارزانی و فرزند ادریس مصطفی بارزانی یکی از رهبران حزب دموکرات کردستان عراق است. وی در سال ۱۹۷۵ یا ۱۳۵۴ به دلیل بمباران شیمیایی مناطق کردنشین توسط صدام حسین مجبور به ترک عراق به سوی ایران همراه با خانواده شد و در عظیمیه کرج ساکن شدند و مقاطع دبستان تا دبیرستان (دهخدا) را در آنجا گذراند.
وی همچنین در طوایف کرد ایران از جمله زنگنه و ... نیز نسبت فامیلی دارد
نچیروان بارزانی تحصیلات خود را در دانشگاه تهران در رشته علوم سیاسی ادامه داد و در سال ۱۹۸۷ یا ۱۳۶۶ به عضویت دفتر سیاسی حزب رسید و در آزادسازی اقلیم کردستان در سال ۱۹۹۱ یا ۱۳۷۰ نقش فعالی داشت و همچنین عضو گروه صلح با عراق بود و در سال ۱۹۹۱ یا ۱۳۷۰ با گروهی از رهبران احزاب کردستان جهت مشاوره با حکومت عراق برای گرفتن حقوق کردها به بغداد رفتند. در سال ۱۹۹۶ یا ۱۳۷۵ به عنوان نخست‌وزیر کردستان برگزیده شد. وی در مدت حکومتش توانسته است تغییرات و پیشرفت زیادی را در سازندگی و اقتصاد کردستان عراق به وجود آورد. نچیروان بارزانی، در ایران تحصیل کرده است و به زبان فارسی مسلط است.

### زندگی شخصی
نچیروان بارزانی در سال ۲۰۰۸ یا ۱۳۸۷ از کالج جفرسون واشینگتن دکترای افتخاری دریافت نموده و همچنین نشان شوالیه را ملکه انگلستان به عنوان سیاستمدار جوان و خبره به او اعطا کرده ست.